# HMS Boadicea (H65)
El HMS Boadicea (H65) fue un destructor de la clase B de la Royal Navy británica, que estuvo en servicio durante Segunda Guerra Mundial. 

## Construcción
Fue autorizado según el programa de construcción de buques de 1928. La quilla del HMS Boadicea fue puesta sobre la grada de los astilleros de Hawthorn Leslie & Company Limited de Hebburn el 11 de julio de 1929 , fue botado el 23 de septiembre de 1930 y sus trabajos, fueron concluidos el 7 de abril de 1931.

## Historial
El HMS Boadicea fue comisionado en la Royal Navy en Portsmouth el 2 de junio de 1931 y se unió en un primer momento a la cuarta flotilla de destructores. Desde finales de 1931 hasta 1936, permaneció asignado a la flota del Mediterráneo. En 1936 fue actualizado en Portsmouth y volvió a unirse a la cuarta flotilla de destructores, hasta que los destructores de la clase B, fueron reemplazados por los nuevos clase Tribal. 
Al inicio de la Segunda Guerra Mundial, el HMS Boadicea estaba asignado a la 19.ª flotilla de destructores, con base en Dover, tiempo durante el cual, efectuó el papel de escolta de buques de tropas. Su primera acción de guerra, la realizó en apoyo de la evacuación de la 51 División de Montaña de Le Havre en junio de 1940. Durante esta acción, recibió daños extensos, por los que necesitó volver a Portsmouth para efectuar reparaciones. Entre 1942 y 1943 participó en la escolta de distintos convoyes a la Unión Soviética y en apoyo a la Operación Antorcha; la invasión aliada del norte de África.
El HMS Boadicea actuó como escolta de los siguientes convoyes árticos: PQ-15, QP-12, JW-51-A, JW-53, JW-57, JW-58, RA-53, RA-57, RA-58 y RA-59.
El HMS Boadicea fue hundido el 13 de junio de 1944 mientras escoltaba el convoy mercante EBC-8 desde Milford Haven en apoyo a la Invasión de Normandía. Posiblemente, fue impactado por un misil Hs 293 aire-superficie lanzado desde un Dornier Do 217 alemán; únicamente sobrevivieron 12 de sus tripulantes. Sin embargo, la postura oficial del gobierno británico, atribuyó su hundimiento al lanzamiento de un torpedo desde un avión Ju 88, el cual, fue distinguido desde una formación de Beaufighters de la RAF.
Su pecio se encuentra a 16 millas al sudoeste de Pórtland, con coordenadas 50:28:12N, 02:29:30W a 53 metros de profundidad. La proa del barco, se encuentra reventada hacia fuera desde la sala de máquinas, la sección de popa, se encuentra razonablemente intacta. El pecio, está designado como un lugar protegido bajo el Acta de Protección de Restos Militares de 1986